# Cambernon
Cambernon è un comune francese di 715 abitanti situato nel dipartimento della Manica nella regione della Normandia.
Fa parte del cantone di Coutances, nell'omonima circoscrizione (arrondissement).

## Società

### Evoluzione demografica
Abitanti censiti